# Blenheimská reneta

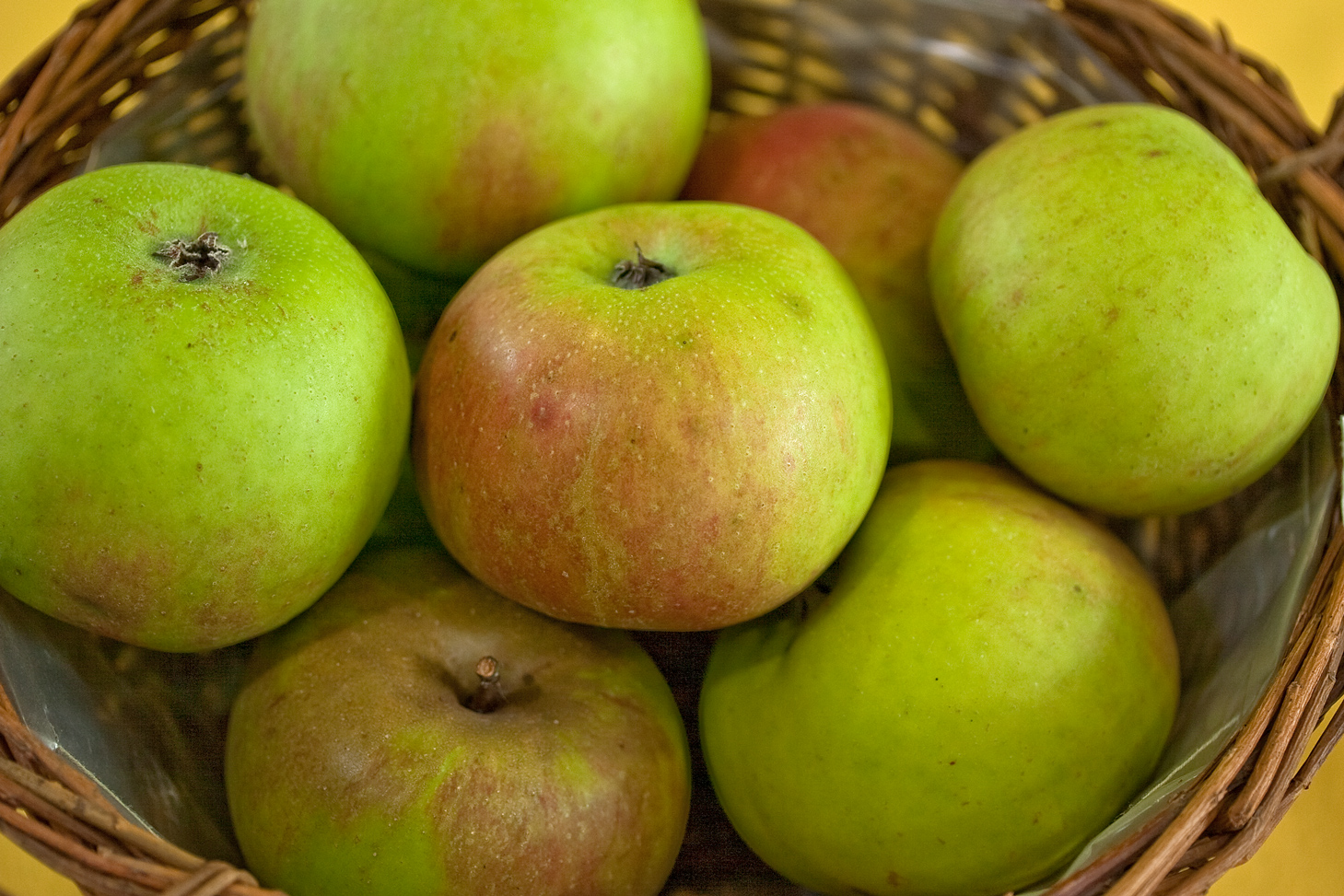

Blenheimská reneta (Malus domestica 'Blenheimská reneta') je ovocný strom, kultivar druhu jabloň domácí z čeledi růžovitých. Plody jsou řazeny mezi odrůdy zimních jablek, sklízí se v říjnu, dozrává v listopadu, skladovatelné jsou do února.

## Historie

### Původ
Odrůda byla vypěstována v Anglii v roce 1740 jako náhodný semenáč ve Woodstocku, v Oxfordshire, Jméno připomíná Blenheim, sídlo vévody z Marlborough, které je v bezprostředním sousedství. Byla ale šířena ve školkách v Londýně až od roku 1818. Původní strom stál deset yardů od zdi Blenheimského parku, v opuštěném rohu, byl tři metry vysoký.

## Vlastnosti
Odrůda je špatný opylovač. Vhodnými opylovači jsou například odrůdy Croncelské, Jonathan, Landsberská reneta, Malinové holovouské nebo Ontario. 

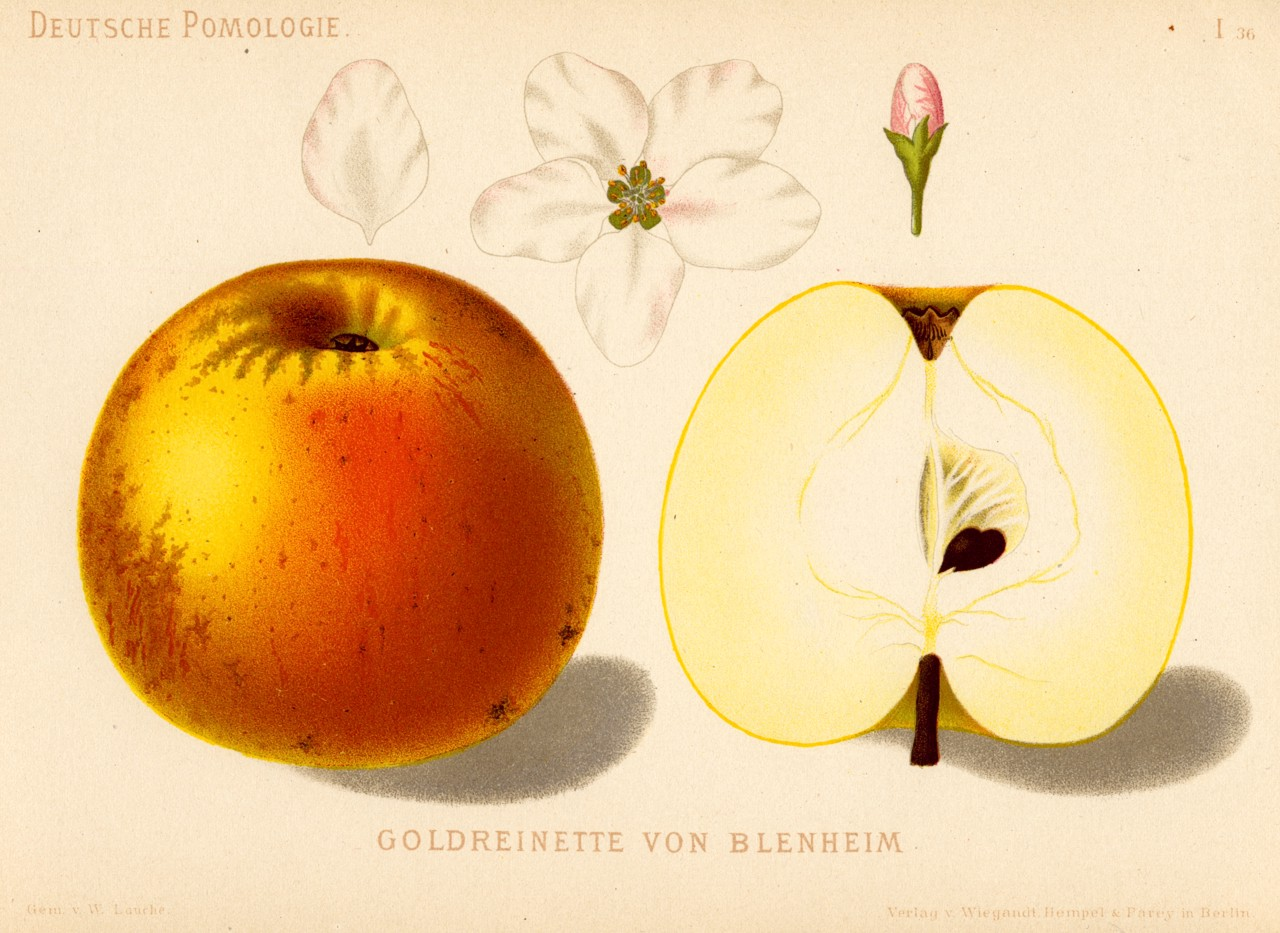
Pomologická ilustrace.

### Růst
Růst odrůdy je bujný později slabý. Koruna během vegetace silně zahušťuje, rychle stárne. Řez je nezbytný.

## Plodnost
Na vysokokmenech plodí později a zpočátku málo, později plodí téměř středně ale střídavě. Může plodit poněkud dříve a více na zákrscích a palmetách.

## Plod
Plod je kulovitý a poněkud zploštělý, širší u základny, než na vrcholu, pravidelně a pěkně tvarovaný, velký. Slupka hladká, žlutá, s nádechem
matně červené, na osluněné straně slunce s červeným žíháním. Dužnina je nažloutlá žlutá, křupavý, šťavnatá, sladká a příjemně kyselá. Stopka, krátká a silná, spíše hluboce vložená. Zdroj z roku 1851 ji popisuje jako méně vhodnou k přímé konzumaci. Zdroj z 21. století ovšem popisuje odrůdu jako:„starší odrůda, která přes svoje nevýhody vyniká chutí plodů.“

## Choroby a škůdci
Odrůda je středně odolná proti strupovitosti jabloní a padlí, Podle jiného zdroje poměrně odolná také k strupovitosti jabloní ale náchylná na nektriovou rakovinu.

## Použití
Je vhodná ke skladování, ale během skladování vadne. určená k přímému konzumu a použití v kuchyni. Je popisována ale jako „Velmi cenné a vysoce vážené jablko, a to buď na přímou konzumaci nebo pro kulinářské účely, ale, přísněji vzato, je vhodnější pro to druhé.“